# Erik Holmkvist
John Erik Holmkvist, född 18 november 1929 i Nederkalix församling i Norrbottens län, död 29 november 2010 i Luleå, var en svensk företagare, politiker (moderat) och riksdagsledamot mellan valet 1985 och valet 1991, invald i Norrbottens läns valkrets. I riksdagen var Erik Holmkvist suppleant i arbetsmarknadsutskottet, bostadsutskottet och näringsutskottet.